# Маяк (Саратовская область)
Маяк — хутор в Саратовском районе Саратовской области России. С 1 января 2022 года входит в состав городского округа Саратова.

## Физико-географическая характеристика
Хутор расположен в юго-западной части Саратовского района, недалеко от автодороги Р228 («Саратов—Волгоград»), на берегу пруда в лесном массиве. Расстояние до административного центра села Михайловка — 31 км, до областного центра составляет 20 км. С областным центром хутор Маяк связан автодорогой с твёрдым покрытием. 
Часовой пояс
Хутор Маяк, как и вся Саратовская область, находится в часовой зоне МСК+1. Смещение применяемого времени относительно UTC составляет +4:00.
Уличная сеть
На хуторе Маяк три улицы — Авиационная, Лесная, Песчаная и две территории садовых некоммерческих товариществ: СНТ Маяк-САЗ и СНТ Мебельщик-1.

## Население
| 2010 |
| ---- |
| 46   |

На хуторе на 1 января 2018 года проживало 26 человек, насчитывалось 11 домовладения.

## Достопримечательности
- В населённом пункте расположены два небольших водоёма, окружённые листвой деревьев, предназначены для забора технической воды, возможна рыбалка. Имеется одна водонапорная башня[6].
- В окрестностях хутора располагается смешанный лес "Мокрый куст".